# Pavel Složil
Pavel Složil (ur. 29 grudnia 1955 w Opawie) – czechosłowacki tenisista, zwycięzca French Open 1978 w grze mieszanej, finalista French Open 1984 w grze podwójnej, reprezentant kraju w rozgrywkach Pucharu Davisa.

## Kariera tenisowa
W karierze wygrał 2 singlowe oraz 32 deblowe turnieje rangi ATP Tour.
W 1977 roku, podczas Uniwersjady zdobył dwa złote medale: w grze podwójnej, startując w parze z Tomášem Šmídem oraz w grze mieszanej, grając razem z Renátą Tomanovą.
Rok później, startując w parze z Tomanovą wygrał wielkoszlemowy turniej French Open w grze mieszanej. W finale czechosłowacka para pokonała debel Virginia Ruzici-Patrice Dominguez.
W 1984 roku, startując w parze ze Šmídem dotarł do finału French Open w grze podwójnej, w którym przegrali z Henrim Lecontem i Yannickiem Noahem. 
W rankingu gry pojedynczej Složil najwyżej był na 35. miejscu (12 listopada 1984), a w klasyfikacji gry podwójnej na 4. pozycji (18 lutego 1985). 

### Historia występów wielkoszlemowych

#### Występy w grze pojedynczej
| Turniej                    | 1977 | 1978 | 1979 | 1980 | 1981 | 1982 | 1983 | 1984 | 1985 | 1986 | Zw.-Por. |
| -------------------------- | ---- | ---- | ---- | ---- | ---- | ---- | ---- | ---- | ---- | ---- | -------- |
| Australian Open            | A    | A    | A    | A    | A    | A    | A    | A    | A    | NH   | 0–0      |
| French Open                | 1R   | 1R   | 2R   | 2R   | 2R   | 3R   | 2R   | 2R   | 1R   | 1R   | 7–10     |
| Wimbledon                  | A    | A    | 1R   | A    | 1R   | 1R   | A    | 1R   | 1R   | 1R   | 0–6      |
| US Open                    | A    | A    | 1R   | A    | A    | A    | A    | A    | 2R   | 2R   | 2–3      |
| Zw.-Por. w Wielkim Szlemie | 0–1  | 0–1  | 1–3  | 1–1  | 1–2  | 2–2  | 1–1  | 1–2  | 1–3  | 1–3  | 9–19     |

#### Występy w grze podwójnej
| Turniej                    | 1977 | 1978 | 1979 | 1980 | 1981 | 1982 | 1983 | 1984 | 1985 | 1986 | 1987 | Zw.-Por. |
| -------------------------- | ---- | ---- | ---- | ---- | ---- | ---- | ---- | ---- | ---- | ---- | ---- | -------- |
| Australian Open            | A    | A    | A    | A    | A    | A    | A    | A    | A    | NH   | A    | 0–0      |
| French Open                | 1R   | 1R   | 1R   | QF   | 3R   | 1R   | SF   | F    | 1R   | 2R   | 1R   | 15–11    |
| Wimbledon                  | A    | A    | 1R   | A    | 2R   | 1R   | A    | 3R   | 2R   | SF   | 1R   | 8–7      |
| US Open                    | A    | A    | A    | A    | A    | A    | A    | A    | 1R   | 1R   | 1R   | 0–3      |
| Zw.-Por. w Wielkim Szlemie | 0–1  | 0–1  | 0–2  | 3–1  | 3–2  | 0–2  | 4–1  | 7–2  | 1–3  | 5–3  | 0–3  | 23–21    |

#### Występy w grze mieszanej
| Turniej                    | 1978 | 1979 | 1980 | 1981 | 1982 | 1983 | 1984 | 1985 | 1986 | 1987 | 1988 | Zw.-Por. |
| -------------------------- | ---- | ---- | ---- | ---- | ---- | ---- | ---- | ---- | ---- | ---- | ---- | -------- |
| Australian Open            | A    | A    | A    | A    | A    | A    | A    | A    | NH   | A    | A    | 0–0      |
| French Open                | W    | SF   | A    | A    | A    | A    | 2R   | A    | A    | QF   | A    | 11–3     |
| Wimbledon                  | A    | A    | A    | 3R   | A    | A    | A    | QF   | 2R   | 2R   | 2R   | 7–4      |
| US Open                    | A    | A    | A    | A    | A    | A    | A    | A    | A    | A    | A    | 0–0      |
| Zw.-Por. w Wielkim Szlemie | 5–0  | 3–1  | 0–0  | 1–1  | 0–0  | 0–0  | 1–1  | 3–1  | 1–1  | 3–1  | 1–1  | 18–7     |

### Finały w turniejach wielkoszlemowych

#### Gra podwójna (0–1)
| Końcowy wynik | Nr | Data            | Turniej            | Nawierzchnia | Partner    | Przeciwnicy                | Wynik finału            |
| ------------- | -- | --------------- | ------------------ | ------------ | ---------- | -------------------------- | ----------------------- |
| Finalista     | 1. | 10 czerwca 1984 | French Open, Paryż | Ceglana      | Tomáš Šmíd | Henri Leconte Yannick Noah | 4:6, 6:2, 6:3, 3:6, 2:6 |

#### Gra mieszna (1–0)
| Końcowy wynik | Nr | Data            | Turniej            | Nawierzchnia | Partnerka       | Przeciwnicy                       | Wynik finału |
| ------------- | -- | --------------- | ------------------ | ------------ | --------------- | --------------------------------- | ------------ |
| Zwycięzca     | 1. | 11 czerwca 1978 | French Open, Paryż | Ceglana      | Renáta Tomanová | Virginia Ruzici Patrice Dominguez | 7:6, krecz   |